# Zombies Ate My Neighbors
Zombies Ate My Neighbors är ett TV-spel till SNES och Sega Mega Drive. Spelet tillverkades av LucasArts, och publicerades av Konami. Det utkom i USA den 21 juni 1993. Spelet, som syns snett uppifrån ungefär som det första Zelda-spelet, handlar om två barn som skall rädda grannarna i kvarteret från olika slags monster och andra varelser.

## Rollfigurer

### Spelbara karaktärer
- Zeke
- Julie

### Fiender
- Zombier
- Onda dockor
- Motorsågsgalningar (På begäran censurerades dock motorsågarna bort i ett flertal länder, främst i Europa, och ersattes av yxor)
- Dubbelgångare
- Geléblobar
- Muterade plantor
- Svampmän
- Mumier
- Varulvar
- Frankensteins monster
- Jättebebisar
- Marsianer
- Gillmän från Den blå lagunen
- Jättemyror
- Spindlar
- Jättemaskar
- Vampyrer
- Dr. Tongue
- Tentakler

### Offer
- Hejarklacksledare
- Bebis
- Hund
- Studsmattsflicka
- Turister
- Grillmästare
- Badare
- Soldat
- Utforskare
- Elak lärarinna
- Dr. Tongues muterade son

## Nivåer
- Level 1: Zombie Panic
- Level 2: Evening of the Undead
- Level 3: Terror in Aisle Five
- Level 4: Chainsaw Hedgemaze Mayhem
- Level 5: Wierd Kids on the Block
- Level 6: Pyramid of Fear
- Level 7: Dr Tongues Castle of Terror
- Level 8: Titanic Toddler
- Level 9: Toxic Terrors
- Level 10: No Assembly Required
- Level 11: Weeds Gone Bad
- Level 12: Mars Needs Cheerleaders
- Level 13: Chopping Mall
- Level 14: Seven Meals for Seven Zombies
- Level 15: Dinner on Monster Island
- Level 16: Ants
- Level 17: Office of the Doomed
- Level 18: Squidmen of the Deep
- Level 19: Nightmare on Terror Street
- Level 20: Invasion of the Snakeoids
- Level 21: The Day the Earth Ran Away
- Level 22: Revenge of Dr Tongue
- Level 23: The Caves of Mystery
- Level 24: Warehouse of the Evil Dolls
- Level 25: Look Whos Shopping
- Level 26: Where the Red Fern Grows
- Level 27: Dances with Werewolves
- Level 28: Mark of the Vampire
- Level 29: Zombie House Party
- Level 30: The Horror of Floor Thirteen
- Level 31: Look Whos Coming to Dinner
- Level 32: Giant Ant Farm
- Level 33: Fish And Crypts
- Level 34: I Was a Maniac Lumberjack
- Level 35: Boardwalk of Terrors
- Level 36: Monster Phobia
- Level 37: Labyrinth of Horrors
- Level 38: Monsters of The Blue Lagoon
- Level 39: Destroy All Vampires
- Level 40: Pyramid of Fear 2
- Level 41: Martians Go Home
- Level 42: Spikes
- Level 43: Superfun Clean Up Site
- Level 44: The Curse Of Dr Tongue
- Level 45: Danger in Picnic Park
- Level 46: Day of The Lumberjack
- Level 47: Gridiron Terror
- Level 48: Curse of the Tongue

### Fotnoter
1. ↑  ”Nintendo Offers Downloadable Halloween Fun from Axe to Zombies”. Nintendo of America. 26 oktober 2009. http://www.nintendo.com/whatsnew/detail/ji_pjvCIWzQYUpIwY339q08pgm7vIGns. Läst 24 april 2014.